# 大象席地而坐
《大象席地而坐》（英語：An Elephant Sitting Still），是中國大陸出產的電影，胡波（筆名胡遷）執導的唯一长篇电影作品，劇本由胡波改編自自己的小說集《大裂》中之同名篇章，由章宇、彭昱暢、王玉雯、李從喜等主演，於2018年2月16日在第68屆柏林影展全球首映，同年11月获台湾金馬獎最佳劇情片。2019年1月11日於台灣正式上映，為台灣當年最賣座的純中国大陆电影。目前未在中国大陆上映。
导演胡波於影片首映數月前的2017年10月12日自殺，本片是他的遺作。

## 劇情
幾個在河北井陘縣生活不如意的無名小卒，坐長途巴士中转沈阳到满洲里市的動物園，想看一隻據說席地而坐的大象。
「你知道滿洲里嗎？滿洲里的動物園裡有一頭大象，牠他媽的就一直坐在那，可能有人老拿叉子扎牠，也可能牠就喜歡坐在那，然後所有人就跑過去，抱著欄杆看，但有人扔什麼吃的過去，牠也不理。」是于城的朋友對他說的，也是整部電影圍繞的中心主題。
黎凱被懷疑偷了學校霸王于帥的手機，韋布作為黎凱的好友相信黎凱沒有偷手機，所以要為黎凱爭口氣，爭執中于帥滾下樓梯受傷住院。韋布本來想向關係不好的父母隱瞞一切，卻遭黎凱通風報信，黎凱還向韋布坦承的確偷了于帥的手機，並指責「這一切（失控）都是韋布造成的」。韋布無路可走，決定去滿洲里動物園看大象作為逃避。
于帅的哥哥于城是个社会混混，他派人寻找韦布的下落以为弟报仇(儘管他在家中因為弟弟明顯受寵而被冷落)，而稍早的时候因为于城被前女友拒绝，而和朋友的妻子偷情。朋友回家时发现，朋友一气之下跳楼自杀。
韦布的邻居王金是个晚年落魄的男子，和女儿女婿一家住在自己的房子里。由於女儿和女婿想搬到學區房，他們要他搬到养老院去住，并阻止他和孙女来往，为此他郁郁寡欢。
韦布的同学黄玲与妈妈住在一起，母女俩人的关系也不好经常吵架，尽管韦布喜欢她，可她却与学校的教导处副主任有不正當关系。此前黄玲与副主任在KTV唱歌的视频被于帅拍了下来并在同学间传播开来，副主任的妻子也找上门来。黄玲打傷副主任和副主任的妻子後，想要逃避，决定同意和韦布一起去满洲里。
韦布在买车票时被假票贩子骗了钱，他想讨回自己的钱却面临被打的局面，由於卖假票的认识于城，接獲通報的于城终於找到了韦布，但此时于帅已经在医院傷重不治。于城并不再想一心为弟弟报仇，听闻韦布要去满洲里看大象，想起自己自杀的朋友跟自己说起同样的故事，决定放韦布一马。然而此时带枪的黎凯赶来想要救韦布，却错手打伤于城，韋布趁隙逃走，黎凱最終選擇在于城面前吞槍自盡。
最後，韦布、黄玲、王金和他孙女四人坐上前往满洲里的大巴。在朝陽尚未升起的凌晨，巴士停了下來，遊客紛紛下了車，在車燈前踢起了毽子，不久後在黑暗中傳來象吼聲。

## 角色
| 演員     | 角色         | 介绍 |
| 章宇     | 城           | 社会混混，在小縣城中橫行霸道。和好友老婆發生關係，被好友撞破後，好友受刺激跳樓，事後他後想到滿洲里避風頭。               |
| 張小龍   | 帥           | 于城弟弟，中學生，學校霸王，經常欺凌同學，手機被黎凱偷了，和韋布爭執中滾下樓梯，後傷重不治。                               |
| 凌正辉   | 黎凯         | 中学生，偷了于帅手机，卻對韋布否認此事，救韋布時槍傷了城。                                                                 |
| 彭昱暢   | 韋布         | 中学生，黎凯好友，擅長踢毽子，父親曾任警察。因他相信黎凯沒有偷手機，和于帥爭執時于帥滾下樓梯死亡，離家後打算到滿洲里看大象。 |
| 王玉雯   | 黄玲         | 中学生，韦布的好友，活在單親家庭，和學校副主任有不正當關係，打傷副主任之妻後出走離家，跟隨好友韋布一起去滿洲里。         |
| 王柠     | 黄玲妈妈     | 任藥品銷售代表，整天不在家，沒時間打理家務，令家中環境惡劣，与黄玲关系差劣。                                             |
| 董向荣   | 教导处副主任 | 与黄玲有不正当关系，兩人在 KTV 唱歌的視頻被于帥拍下並在班級群裡傳播。                                                      |
| 赵燕国彰 | 韦布爸爸     | 曾任警察，因受賄離職。与韦布关系惡劣，經常拿韋當出氣筒，罵他是狗東西。                                                   |
|          | 韋布媽媽     | 在礦區賣衣服，以支撐一家人的生活開支。                                                                                   |
| 李從喜   | 王金         | 韋布的鄰居，落魄老人，被女兒及女婿要求搬到養老院居住，帶着小孫女前往滿洲里看大象。                                       |
| 朱颜曼滋 | 于城前女友     | 拒绝了城的追求。 |
| 王超北   | 于城朋友       | 只得于城一個好朋友，突然回家時發現于城和妻子有染，受刺激後跳樓自殺身亡。                                                     |
| 王雪洋   | 于城朋友妻子   | 跟于城发生婚外情，被突然回家丈夫撞破。                                                                                     |
| 厲檳源   | 假車票販子   | 于城朋友，向韋布賣了假車票。                                                                                               |

## 獎項及提名
- 第68屆柏林影展费比西国际影评人奖（论坛单元）、GWFF最佳長片處女作獎－特別提及
- 第42屆香港國際影展觀眾票選大獎
- 第18屆波蘭新視野國際電影節（英语：New Horizons Film Festival）觀眾獎
- 文藝復興獎 2019 影像/劇情片

### 第55屆金馬獎
| 年份   | 獲提名           | 獎項             | 結果 |
| ------ | ---------------- | ---------------- | ---- |
| 2018年 | 《大象席地而坐》 | 觀眾票選最佳影片 | 獲獎 |
| 2018年 | 《大象席地而坐》 | 最佳劇情長片     | 獲獎 |
| 2018年 | 彭昱暢           | 最佳男主角       | 提名 |
| 2018年 | 胡波             | 最佳新導演       | 提名 |
| 2018年 | 胡波             | 最佳改編劇本     | 獲獎 |
| 2018年 | 范超             | 最佳攝影         | 提名 |
| 2018年 | 花倫             | 最佳原創電影音樂 | 提名 |

### 第39屆香港電影金像獎
| 年份   | 獲提名           | 獎項             | 結果 |
| ------ | ---------------- | ---------------- | ---- |
| 2020年 | 《大象席地而坐》 | 最佳亞洲華語電影 | 獲獎 |

## 評價
Metacritic評分86，爛番茄網站根據51篇評論（49篇好評，2篇負評），給出《大象席地而坐》的新鮮度為96%，平均得分8.4/10。《好萊塢報導》的Clarence Tsui說：「是的，長而略為笨拙，有些部份自覺地哲學；但是胡波的第一部（可惜也是最後一部）劇情片將各條敘事線清晰而結實地交織在一起」。《銀幕週刊》的Sarah Ward說：「胡波對氛圍、意象和節奏作出如此精細的控制，來描繪對生存意義的不安，以致最終結果彷似賈樟柯和塔爾·貝拉的結合」。
導演侯孝賢、塔爾·貝拉、李滄東、葛斯·范桑、王兵、李安等人皆給予《大象席地而坐》正面評價。
澎湃新闻影评：“被孤立的少年，漠不关心的青年，不被理解的少女，无处可去的老人，他们言辞含糊的质问存在。说砸死一只猫，不是因为从小受的欺负，而是那一瞬间真的快乐；说为朋友打架不是因为多么信任朋友，而是觉得‘按流程来’就该这样，有些人把成年人的谎言重复咀嚼成了真理，有些人百口莫辩放弃抵抗。‘我什么都不会。’‘会了又能怎样呢？’那些丧到骨子里的台词，可能也就是导演当下内心的写照。大象的叫声是中性的，如果在影片结束的时候听到悲愤和苍凉，那是基于电影的化合反应。”

## 外部連結
- 大象席地而坐的Facebook專頁
- 香港影庫上《大象席地而坐》的資料（繁體中文）
- 豆瓣电影上《大象席地而坐》的資料 （简体中文）
- 时光网上《大象席地而坐》的資料（简体中文）
- 爛番茄上《大象席地而坐》的資料（英文）
- 互联网电影数据库（IMDb）上《大象席地而坐》的资料（英文）
- 開眼電影網上《大象席地而坐》的資料（繁體中文）